# Mozart in the Jungle
Mozart in the Jungle é uma série de televisão de comédia dramática produzida pela Picrow para a Amazon Studios.
A história foi inspirada no livro "Mozart na selva: Sexo, Drogas e Música Clássica", da oboísta Blair Tindall, de 2005, sendo este um livro de memórias de sua carreira profissional em Nova York, tocando vários shows de alto escalão com conjuntos incluindo a Orquestra Filarmônica de Nova Iorque as orquestras de numerosos espetáculos da Broadway. A série é estrelada Gael García Bernal como Rodrigo, um personagem baseado no condutor Gustavo Dudamel, bem como Lola Kirke, Malcolm McDowell, Saffron Burrows, Hannah Dunne, Peter Vack e Bernadette Peters.
O episódio piloto foi escrito por Roman Coppola, Jason Schwartzman e Alex Timbers, e dirigido por Paul Weitz. A série começou a ser produzida em março de 2014. A primeira temporada estreou na íntegra em 23 de dezembro de 2014. Todos os episódios da segunda temporada foram disponibilizados on-line em 30 de dezembro de 2015. Em 9 de fevereiro de 2016 foi anunciada uma terceira temporada. Todos os episódios da terceira temporada foram disponibilizados on-line em 9 de dezembro de 2016. Em 30 de janeiro de 2017, a Amazon anunciou que a série foi renovada para uma quarta temporada que foi lançada em 16 de Fevereiro de 2018. Em 6 de Abril de 2018, a Amazon cancelou a série após quatro temporadas.
No Brasil a série chegou a ser exibida pela Fox Premium com o título de Sinfonia Insana.

## Sinopse
A história é paralela aos acontecimentos da vida de Hailey Rutlege (Lola Kirke), uma jovem oboísta que tem o sonho de tocar na Orquestra Sinfônica de Nova Iorque e o maestro mexicano Rodrigo de Souza (Gael García Bernal) que é convidado a reger a Orquestra Sinfônica de Nova Iorque após a aposentadoria do Maestro Thomas Pembrige (Malcolm McDowell). Mas o Maestro Rodrigo não é um homem convencional, casado com uma violinista que ele não vê há mais de dois anos, leva um papagaio para os ensaios da orquestra, se envolve com várias mulheres e sempre acaba colocando a orquestra em situações que nunca ocorreram antes. Hailey vê no maestro uma oportunidade de entrar na orquestra trabalhando como sua assistente após um teste mal sucedido, mas para isso vai ter que enfrentar poucas e boas na mão desse sujeito peculiar.

## Elenco
| Atriz/Ator         | Personagem       |
| ------------------ | ---------------- |
| Gael García Bernal | Rodrigo de Souza |
| Lola Kirke         | Hailey Rutledge  |
| Saffron Burrows    | Cynthia Taylor   |
| Hannah Dunne       | Lizzie           |
| Malcolm McDowell   | Thomas Pembrige  |
| Bernadette Peters  | Gloria Windsor   |
| Peter Vack         | Alex Merriwather |
| Debra Monk         | Betty            |
| Mark Blum          | Union Bob        |
| Joel Bernstein     | Warren Boyd      |
| Nora Arnezeder     | Anna Maria       |
| John Miller        | Dee Dee          |
| Brenan Brown       | Edward Biben     |
| Makenzie Leih      | Addison          |
| Margaret Ladd      | Claire           |
| Jason Schwartzman  | Bradford Sharpe  |
| Monica Bellucci    | La Fiamma        |
| Cole Escola        | Shawn            |

## Recepção
A primeira temporada da série recebeu críticas positivas dos críticos. O agregado de revisão Rotten Tomatoes deu à série uma classificação "fresca" de 95% com base em 20 críticas críticas, com o consenso crítico "Embora confinado ao mundo isolado da música clássica, Mozart in the Jungle com Gael Garcia Bernal faz essa pequena encantadora mostra cantar" Metacritic deu à série um 73 de 100, indicando "revisões geralmente favoráveis". Cory Barker, escrevendo para  TV.com , elogiou a série. "O que funciona tão bem em "Mozart"é que não tem medo de jogá-lo em um mundo com o qual você provavelmente não conhece, mas não anda tão profundamente no fundo que você imediatamente se afogara no jargão e se distanciar de apostas dramáticas". Robert Lloyd, escrevendo para  The Los Angeles Times , também elogiou a primeira temporada. Ele afirmou que "Os personagens que eram bocais para as atitudes começam a parecer pessoas, mais complicadas do que uma descrição em miniatura pode acomodar. Você se interessa pelo que será deles sem esperar ou rootear para qualquer resultado específico". Kory Grow da Rolling Stone também elogiou a série, escrevendo "graças aos scripts peculiares e um elenco de conjunto inteligente ... ela sai caprichosa sem tocar no arremesso".

### Prêmios
| Ano  | Prêmio                   | Categoria                                                    | Indicado             | Resultado |
| ---- | ------------------------ | ------------------------------------------------------------ | -------------------- | --------- |
| 2015 | Imagem Foundation Awards | Melhor Ator - Televisão                                      | Gael García Bernal   | Venceu    |
| 2016 | Prêmios Globo de Ouro    | Melhor Série de TV - Comédia                                 | Mozart In The Jungle | Venceu    |
| 2016 | Prêmios Globo de Ouro    | Melhor Ator em série de TV - Comédia ou Musical              | Gael García Bernal   | Venceu    |
| 2016 | Emmy Awards              | Mixagem de som para uma série de comédia ou drama e animação | Mozart In The Jungle | Venceu    |
| 2016 | Imagem Foundation Awards | Melhor Ator - Televisão                                      | Gael García Bernal   | Venceu    |
| 2017 | Prêmios Globo de Ouro    | Melhor Série de TV - Comédia                                 | Mozart In The Jungle | Indicado  |
| 2017 | Prêmios Globo de Ouro    | Melhor Ator em série de TV - Comédia ou Musical              | Gael García Bernal   | Indicado  |